# Neşe Şensoy Yıldız
Neşe Şensoy Yıldız (ur. 10 czerwca 1974) – turecka judoczka. Dwukrotna olimpijka. Odpadła w eliminacjach w Sydney 2000 i Atenach 2004. Walczyła w wadze ekstralekkiej.
Brązowa medalistka mistrzostw świata w 2003; uczestniczka turnieju w 1995, 1999, 2001, 2005 i 2007. Startowała w Pucharze Świata w latach 1995, 1997-2008. Złota medalistka igrzysk śródziemnomorskich w 2001 i brązowa w 2005. Wicemistrzyni Europy w 2006 i trzecia w 2005 roku.

## Letnie Igrzyska Olimpijskie 2000
| Konkurencja | Eliminacje                | Klas. końcowa |
| Konkurencja | Przeciwnik I              | Miejsce       |
| ----------- | ------------------------- | ------------- |
| -48 kg      | Ludmyła Łusnikowa (UKR) P | I runda.      |

## Letnie Igrzyska Olimpijskie 2004
| Konkurencja | Eliminacje          | Eliminacje         | Klas. końcowa |
| Konkurencja | Przeciwnik I        | Przeciwnik II      | Miejsce       |
| ----------- | ------------------- | ------------------ | ------------- |
| -48 kg      | Ri Kyong-ok (PRK) Z | Ye Gue-rin (KOR) P | II runda.     |